# Animals Are Beautiful People
Animals Are Beautiful People (în traducere literală „Animalele sunt oameni frumoși”) este un film documentar cu nuanțe comice despre viața animalelor din Africa. El a fost terminat în anul 1974 sub regia sudafricanului Jamie Uys.

## Acțiune
Filmul descrie într-un ton hazliu viața animalelor din delta Okawango din deșertul namibian și deșertul Kalahari. Astfel este prezentată comportarea păsărilor croitor înainte de împerechere, și străduința mascului de a construi cuibul pe placul femelei. Dojana cu care caută leoaica să-și potolească odrasla obraznică, ca și șiretlicul raței sălbatice care salvează viața puilor din fața hienei. Dibăcia și inventivitatea unor băștinași san de a reuși să-și potolească setea și să supraviețuiască într-un ținut arid. Viclenia vânătorului care determină maimuța să arate locul izvorului cu apă dulce. Interesant este pasajul cu comportarea animalelor alcoolizate după consumarea fructelor fermentate a arborelui Marula (Sclerocarya birrea) numit și „Arborele Elefant”. De asemenea este impresionantă scena cu suferința animalelor care așteaptă ploaia în perioada sezonului secetos.

## Muzica
Pasajele filmului sunt însoțite de muzică clasică ca:
- „Dans maghiar Nr. 5“ de Johannes Brahms, (în timpul jocului pavianilor)
- „La Gioconda“ de Amilcare Ponchielli (la alegerea cuibului de către pasărea croitor)
- partitură la pian de Johann Sebastian Bach (comportamentul unui cârd de struți).
- „Spărgătorul de Nuci” de Ceaikovski (în timpul de înflorire a deltei)
- „Patria mea” de Bedřich Smetana (în timpul scaldei animalelor)
- „Suita Peer-Gynt“ Edvard Grieg (animale în timpul dimineții)
- „Invitație la dans“ de Carl Maria von Weber (cu salturile antilopelor)

## Premii acordate
- In anul 1975 - „Globul de Aur” ca cel mai bun film documentar al anului